# Antiparkinsonian
Antiparkinsonienele sunt medicamente utilizate în tratamentul bolii Parkinson, acționând în principal prin creșterea nivelelor de dopamină sau prin stimularea transmisiei dopaminergice. Principalul agent utilizat este levodopa (sau L-dopa).

## Clasificare

### Dopaminergice
Precursori de dopamină
- Levodopa

Melevodopa
Agoniști dopaminergici
- Apomorfină
- Bromocriptină
- Cabergolină
- Dihidroergocriptină
- Pergolidă
- Piribedil
- Ropinirol
- Rotigotină
- Pramipexol

Inhibitori de MAO-B
- Safinamidă
- Selegilină
- Rasagilină

Inhibitori de COMT
- Entacaponă
- Opicaponă
- Tolcaponă

Altele
- Amantadină
- Memantină

### Anticolinergice
- Benzatropină
- Biperiden
- Difenhidramină
- Orfenadrină
- Trihexifenidil